# دايفيد وارد
دايفيد وارد (بالإنجليزية: David S. Ward)‏ (و. 1945  م) هو مخرج أفلام، وكاتب سيناريو، من الولايات المتحدة الأمريكية، ولد في بروفيدنس، رود آيلاند.

## التعليم
تعلم في كلية بومونا.

## جوائز وترشيحات
حصل على جوائز منها:
- جائزة الأوسكار لأفضل كتابة "سيناريو أصلي"، عن عمل: اللدغة.

ترشح لـ:
- جائزة الأوسكار لأفضل كتابة "سيناريو أصلي"، عن عمل: اللدغة
- جائزة الأوسكار لأفضل كتابة "سيناريو أصلي"، عن عمل: الساهر في سياتل.

## وصلات خارجية
- دايفيد وارد على موقع IMDb (الإنجليزية)
- دايفيد وارد على موقع ألو سيني (الفرنسية)
- دايفيد وارد على موقع أول موفي (الإنجليزية)
- دايفيد وارد على موقع قاعدة بيانات الأفلام السويدية (السويدية)
- دايفيد وارد على موقع إن إن دي بي (الإنجليزية)
- دايفيد وارد على موقع قاعدة بيانات الفيلم (الإنجليزية)
- دايفيد وارد على موقع كينوبويسك (الروسية)